# ساتو نوبوهیرو
ساتو نوبوهیرو (به ژاپنی: 佐藤 信淵 Satō Nobuhiro); ۱۸ ژوئیهٔ ۱۷۶۹ – ۱۷ فوریهٔ ۱۸۵۰) زبان‌شناس، کارشناس سیاسی، و اقتصاددان و از اولین مدافعان غرب‌گرایی ژاپنی، اهل ژاپن بود. وی بنیانگذار مفهوم «شرق آسیای بزرگ» تلقی می‌شود.